# Nelsonville Brethren Church

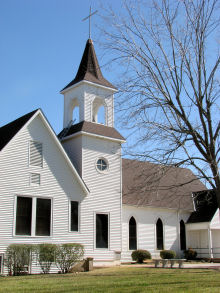
Die Nelsonville Brethren Church
(Ansicht von Nordwesten)

Die Nelsonville Brethren Church ist ein Gotteshaus der Unity of the Brethren im texanischen Dorf Nelsonville. Die Unity of the Brethren (zu deutsch: Einheit der Brüder) ist eine von tschechischen Einwanderern gegründete Kirche, die sich wie die Moravian Church (Herrnhuter) auf die reformatorischen Böhmischen Brüder beruft.
Das Kirchengebäude wurde in der ersten Hälfte des 20. Jahrhunderts im tschechischen Pionierstil an der nördlichen Church Street errichtet und dient seither der im März 1893 gegründeten Kirchengemeinde als Betstätte. Sie ist eine der wenigen von tschechischen Einwanderern erbauten Brethrenkirchen im Austin County.
Die Kirche steht in prominenter Lage von weitem sichtbar auf einer kleinen Anhöhe oberhalb des Dorfes. Auf L-förmigem Grundriss stehen zwei einstöckige, in Holzrahmenbauweise errichtete Gebäudeflügel, die nach oben mit einem Satteldach abschließen. Am Knickpunkt erhebt sich ein mit einem Pyramidendach gedeckter Glockenturm, an dessen Spitze sich eine nach allen Seiten offene Glockenstube befindet.    